# Església de Sent Quentin de Baron
L'església de Sent Quentin de Baron és un monument històric de França classificat des de 1920. És un santuari d'arquitectura romànica (segle xii) fortificat en el transcurs de la Guerra dels Cent Anys després que l'edifici fou saquejat i profanat el 1235 i el 1343.
Les voltes de la nau van ser refetes al segle xvi, abans que fos construït el lateral nord, en honor de la Mare de Déu per ordre del Senyor de Bisqueytan el 1522.
Al final del segle xvi, les guerres de religió van obligar altra vegada als parroquians a refugiar-se a l'església.
L'església de Saint-Quentin-de-Baron forma part dels edificis religiosos més destacables de l'Entre-deux-Mers.
L'escultura romànica del cor i de l'absis, a l'estil de les escultures de l'abadia de Sauve-Majeure, presenta capitells historiats (Daniel a la fossa dels lleons, el sacrifici d'Abraham i d'Issac, Samsó i el lleó, el bateig del Crist) i els modillons que representen els pecats i els càstigs.
Pintures murals del segle xvi han estat trobades sota l'emblanquinat del S. XIS. En aquestes s'hi distingeix uns personatges femenins així com una urna funerària marcada amb el blasó de la família Piis, propietari del castell de Bisqueytan al 16è segle xvi, i una bena negra pintada al voltant de l'església per tal de commemorar la mort del patró de la parròquia.
La capçalera exterior de l'església és adornada per un baix relleu esculpit del màrtir Sant Quintí: El sant és aguantat per quatre botxins dirigits pel prefecte Rictivare.

## Història
L'església de Sant Quentin de Baró edificada durant la primera meitat S. XII, depenia al principi de l'abadia de la Sauve. El monument sofert a partir de llavors importants transformacions: al S. XIV i al S. XVI.
Al segle xii, l'església estava composta d'una nau seguida d'un cor i d'un santuari semicircular.
L'edifici del segle xii probablement tenia una carcassa coberta d'una teulada de teules a dues vessants.
D'aquest període, actualment subsisteixen els volums del cor i del santuari així com l'essència del mur sud de la nau.
L'estudi de les escultures dels envelats i de la decoració de la bena ha permès datar la construcció de la primera meitat del segle xii.
L'església llavors fou fortificada. Aquesta obra fou realitzada per un sobrealçament en maçoneria de pedra i de còdols, que forma, a partir de la cornisa romànica de la capçalera i del cor, un parapet emmerletat proveït d'arqueres cruciformes.
Una arquera a creu patent, conservada al mur nord de la nau, permet datar la fortificació a finals segle xiii o als inicis del segle xiv, època de la guerra de Cent Anys.
Anteriorment, els murs de la nau en l'últim terç de la seva alçada havien estat perforats d'arqueres: en subsisteix dos del costat sud.
Les modificacions més importants foren realitzades durant aquest període. Un vast lateral, tan ample com la nau, fou afegit al nord de l'església : va ser probablement un senyor de la família de Piis, del proper castell de Bisqueytan, que feu construir el lateral vers el 1522. Les parts altes dels murs del nord de la capçalera i de la nau es van ser trobats, doncs, a recer sota el nou vessant de teulada que cobria la meitat nord de la nau i el lateral. Les escultures de la façana i el cordó de la nau quedaren, doncs, intactes a aquell nivell. La posada en marxa d'espessos contraforts a la façana sud va acompanyar els treballs.
El campanar - mur que s'eleva a l'oest data probablement d'aquesta època. La realització d'aquests importants treballs al segle xvi foren acompanyats d'una nova decoració interior de l'església. Pintures murals, de les quals algunes tenien potser per a tema dels episodis vida del senyor de Bisqueytan, van adornar llavors els murs dels trams del lateral (en subsisteix actualment una escena al segon tram) i una part de la nau.
Durant la segona meitat del segle xix, l'interior de l'església fou completament redecorat : una pintura, fals tall de pedra realitzada per Augier i Millet recobrí el conjunt dels murs, dels pilars i de les voltes de la nau i del lateral.
El cor, el santuari i el pinyó est del lateral foren pintats per motius geomètrics. Una escena religiosa adorna el cul-de-forn del santuari. Amb les vidrieres noves (datades del 1862) van guarnir totes les obertures de l'església: representaven sants o escenes religioses (Adoració dels Mags, Bateig de Crist, l'Anunciació, la Coronació de la Verge...). Dos altars en fusta policromada foren llavors establerts al santuari i en el lateral. L'enllosat probablement fou refet durant aquest campanya de treballs.
El 1903, una nova sagristia reemplaçà la sagristia del segle xvii.

## Galeria d'imatges

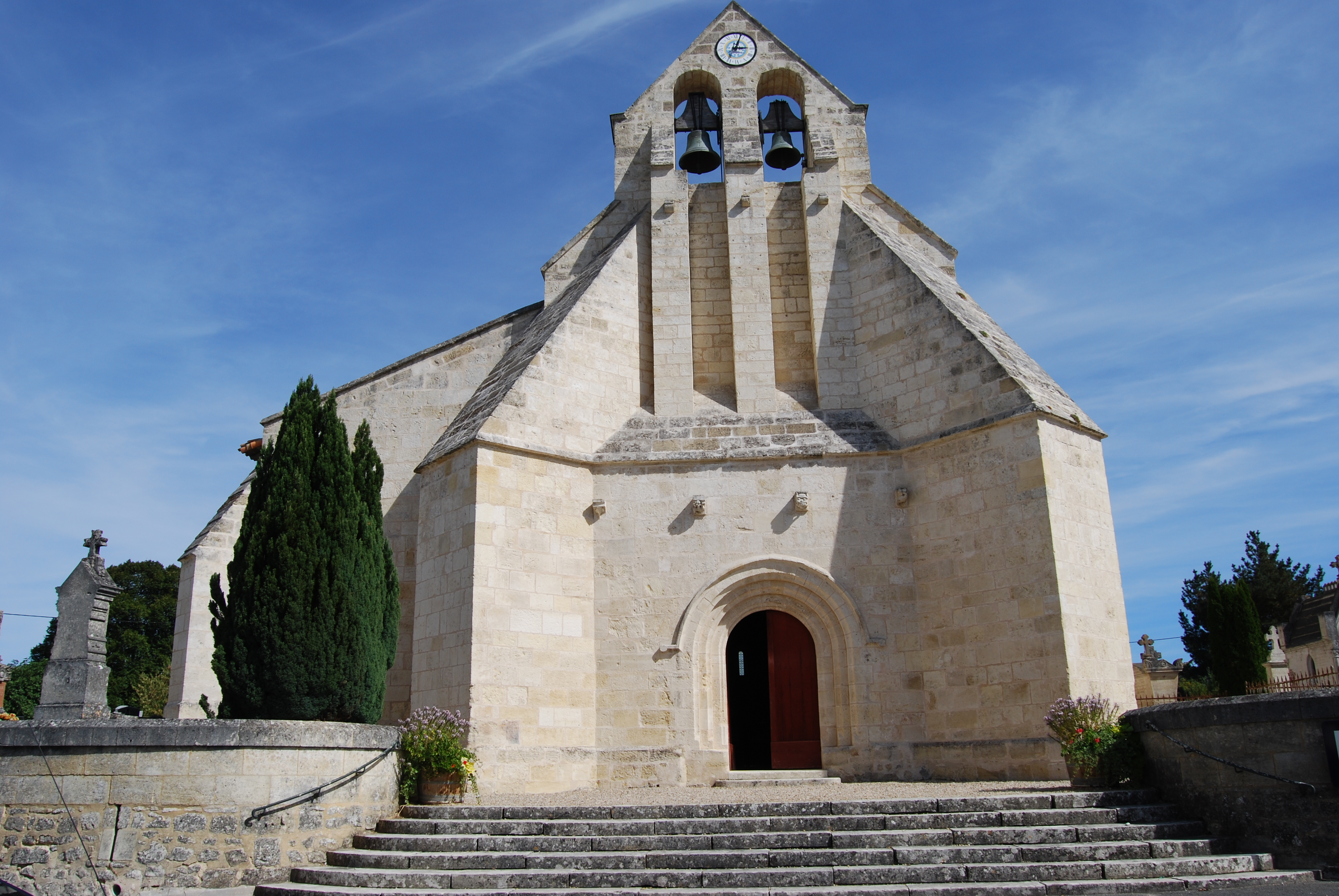
Façana oest
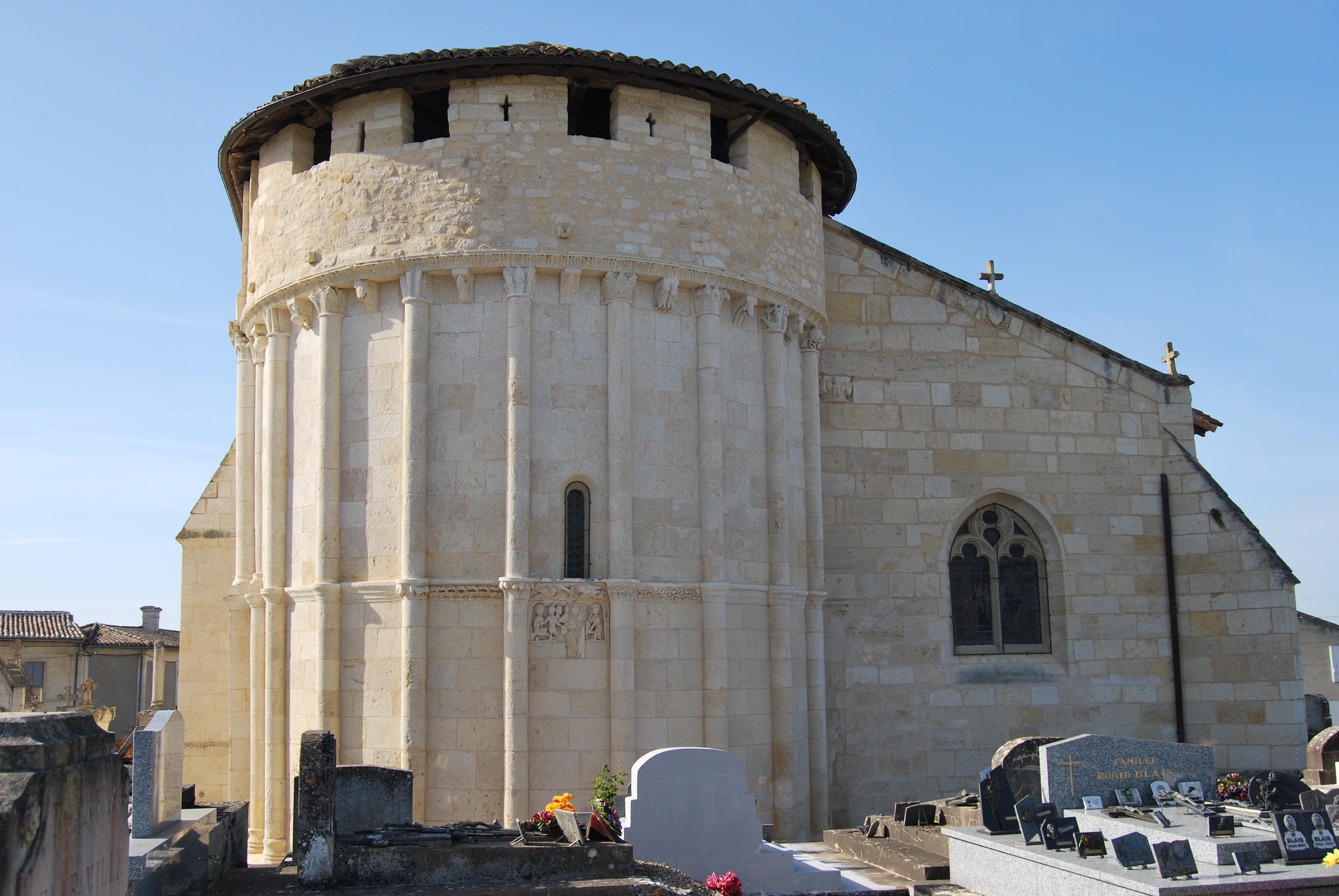
Capçalera i nau nord
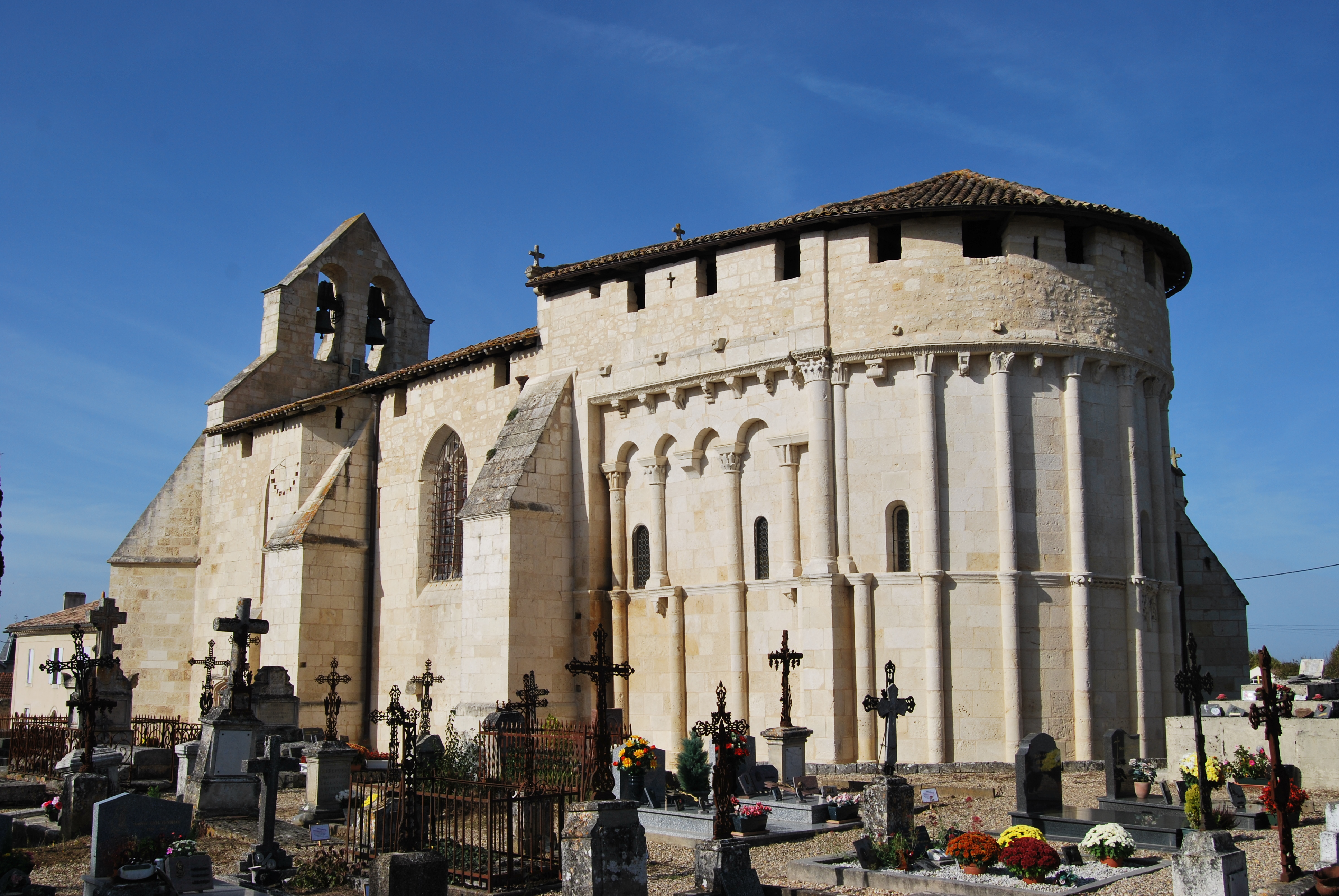
Capçalera i façana sud
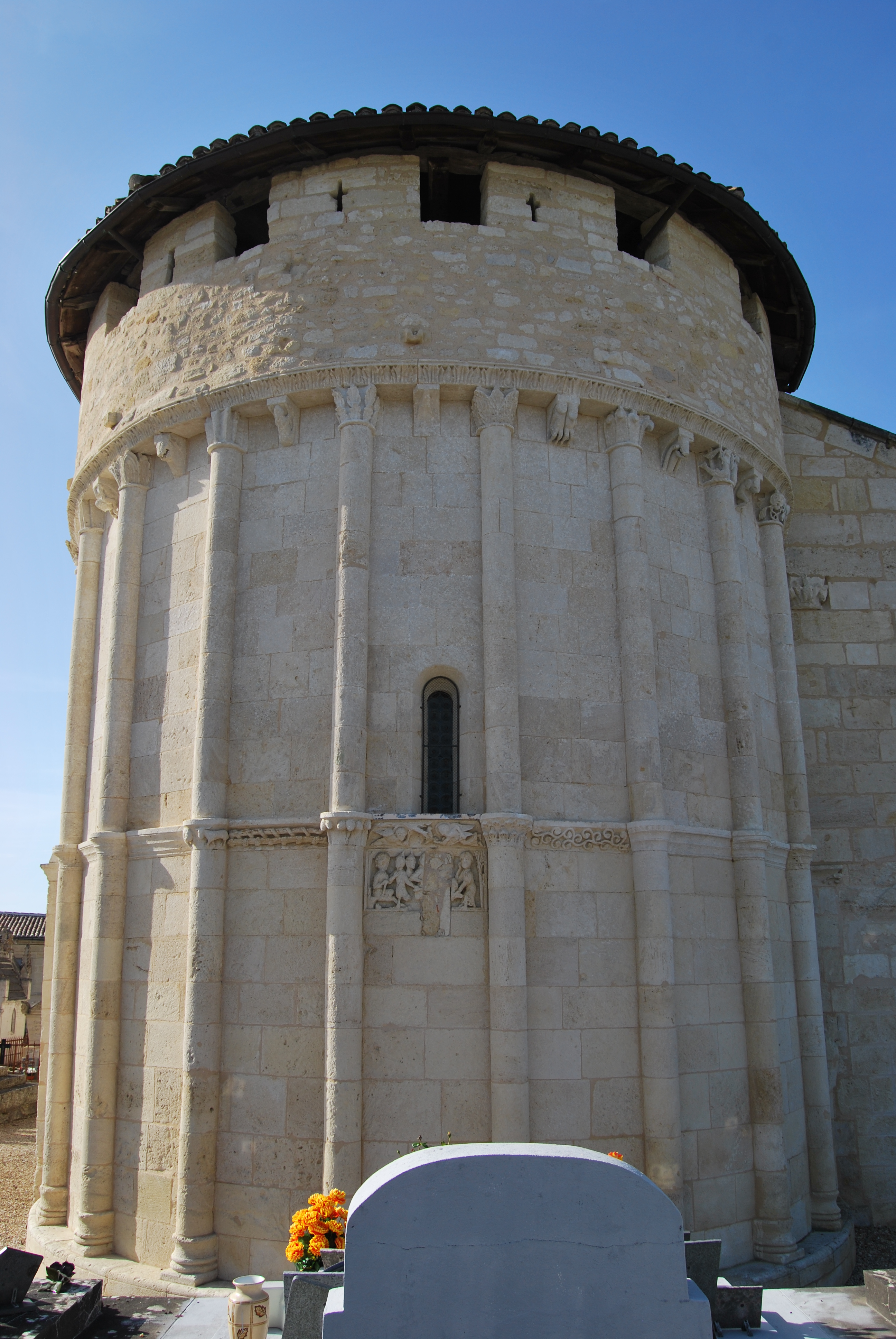
Capçalera

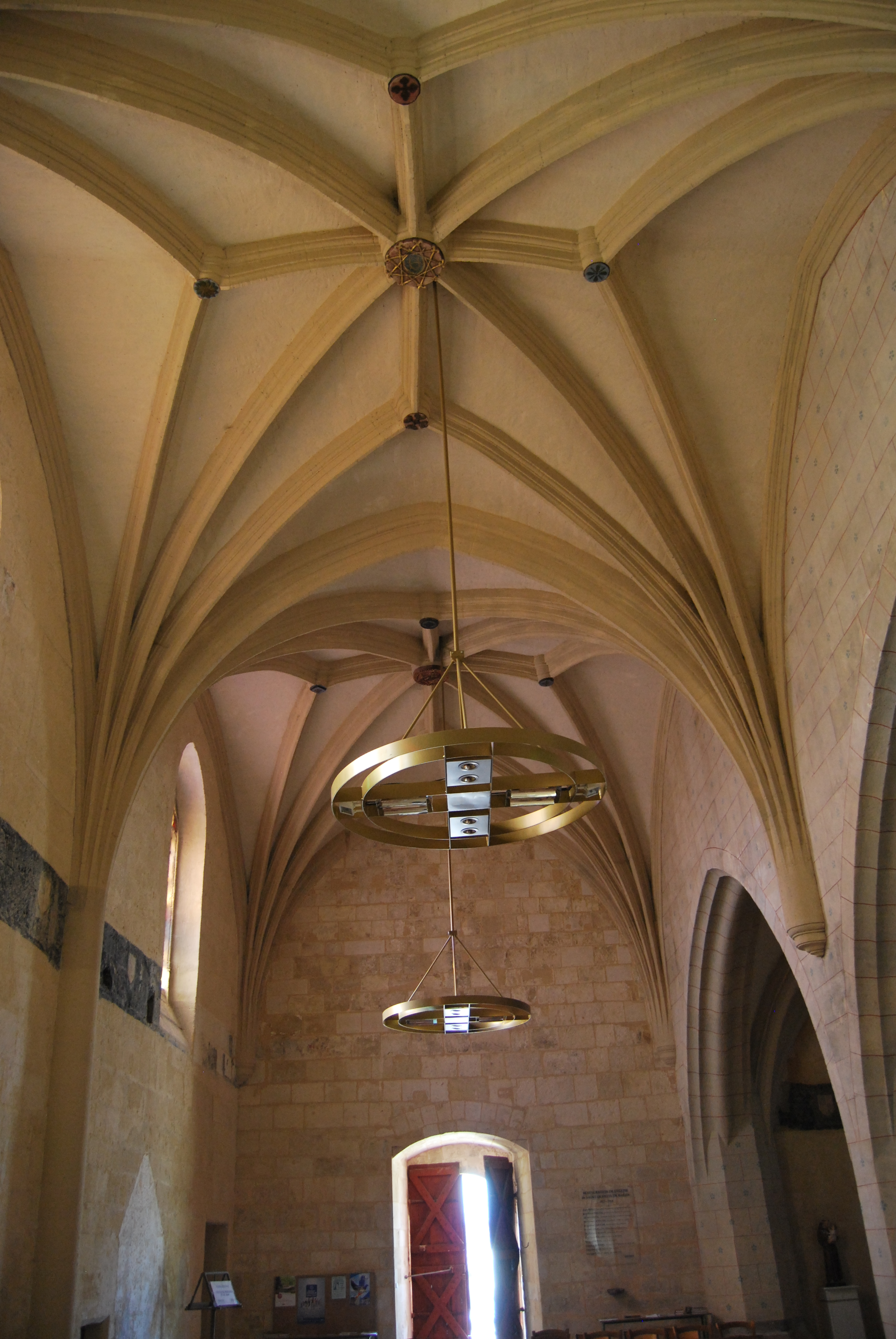
Volta d'ogives en estrella
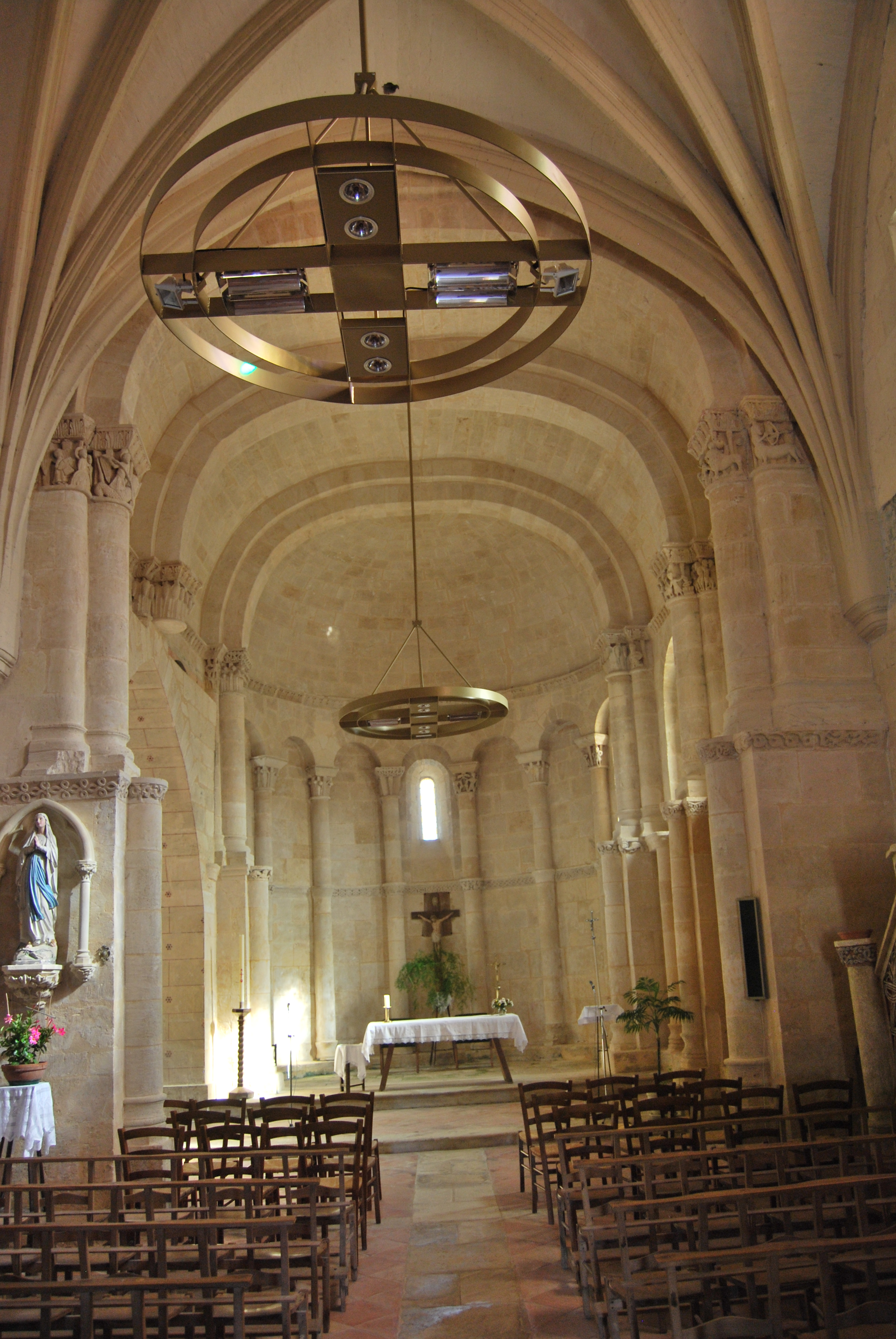
Nau i absis
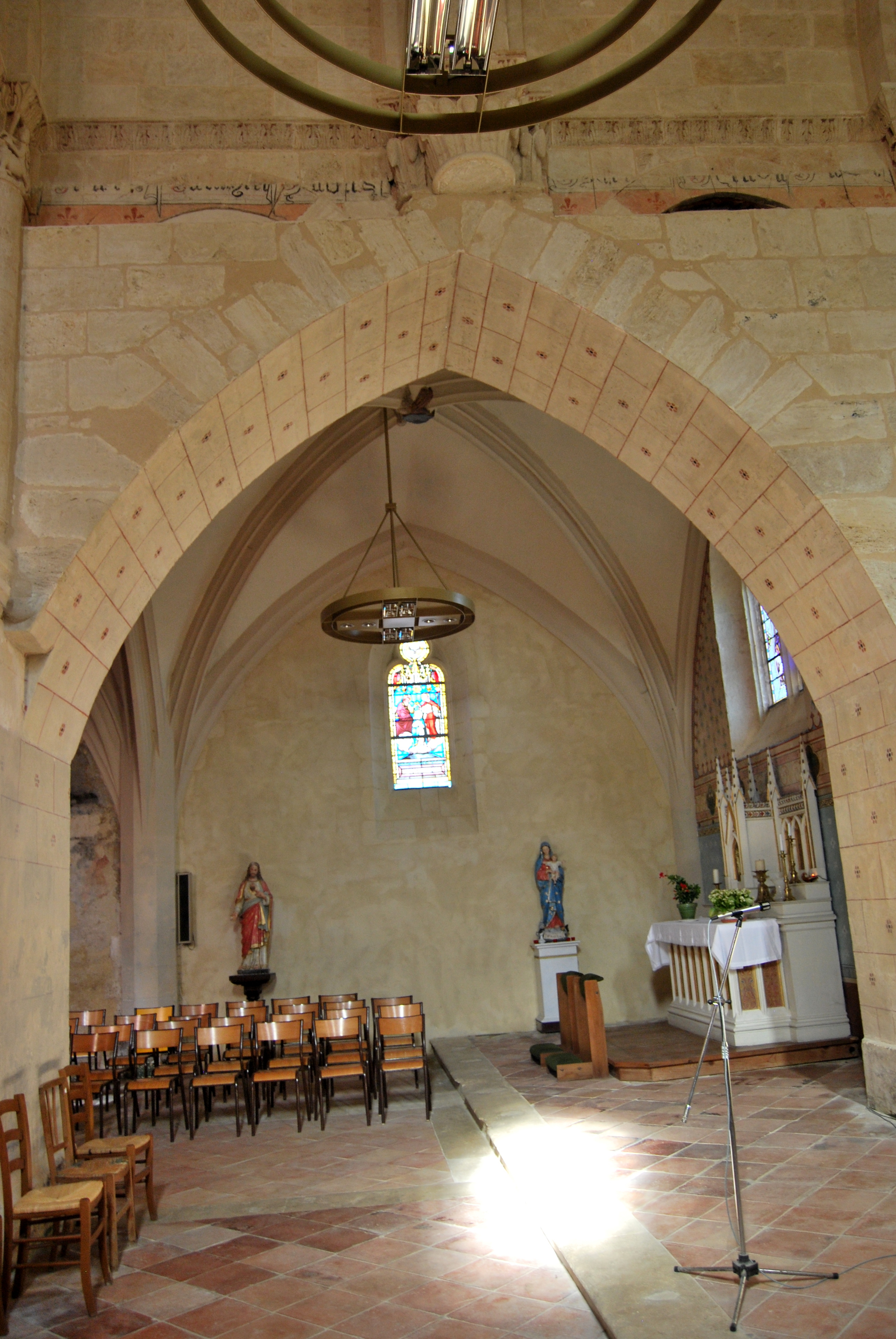
Capella nord
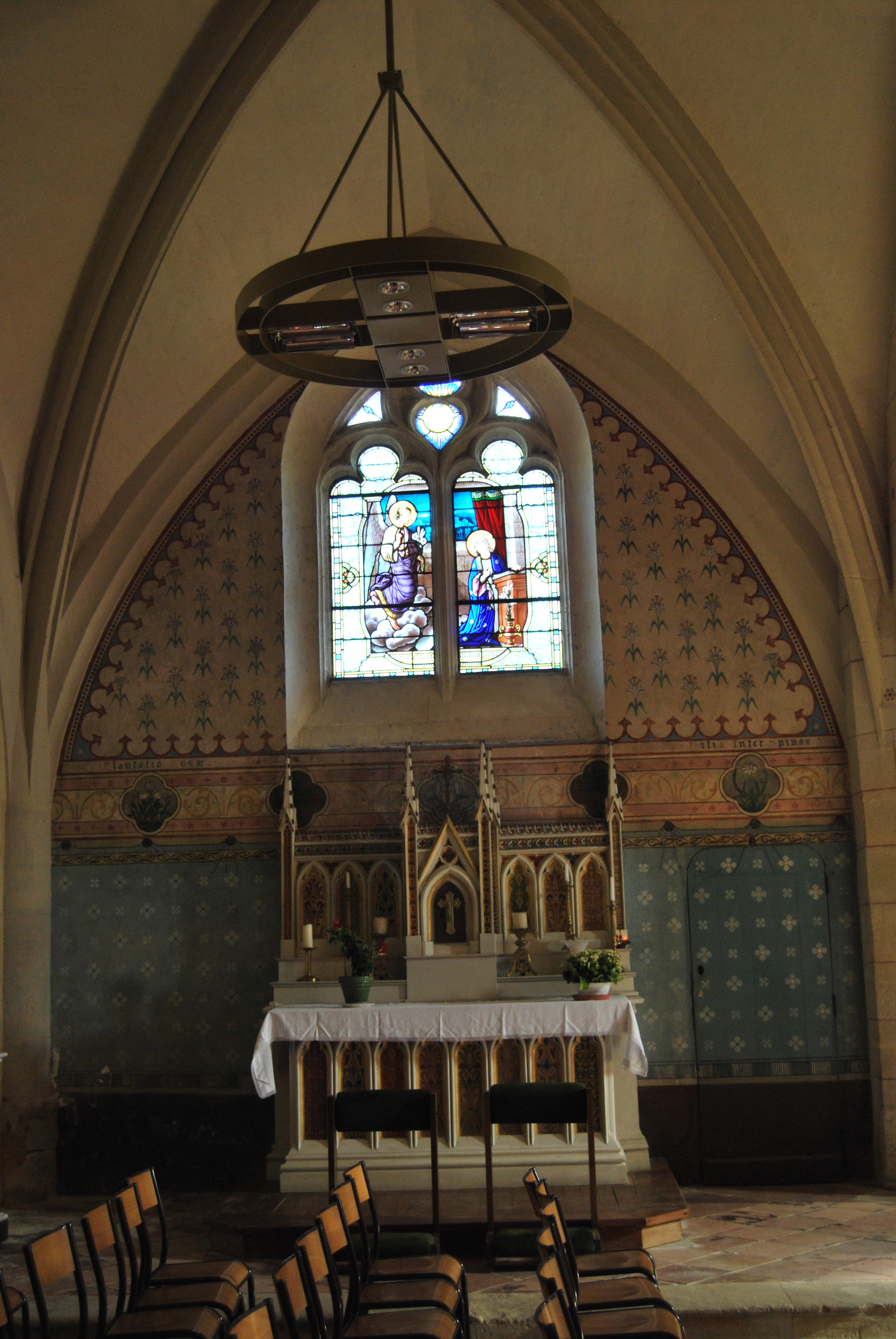
Capella sud